# Seven Seas of Rhye
«Seven Seas of Rhye» (en català, Set Mars de Rhye) és una cançó del grup britànic de rock Queen. Està escrita pel cantant de la banda Freddie Mercury, i és la cançó final en els dos àlbums de debut Queen (1973) i el seu predecessor Queen II (1974). Tanmateix, només una versió instrumental menys desenvolupada es va posar a l'àlbum Queen. La versió completa va servir de segon senzill del grup, la cançó llançada fa més temps en aparèixer al seu àlbum Greatest Hits, amb excepció d'algunes versions on apareix inclòs el seu primer senzill, "Keep Yourself Alive".
Després que la banda la toqués a Top of the Pops va esdevenir el seu primer hit, arribant al número 10 a la UK Singles Chart. La cançó va ser de les preferides en viu en tota l'existència de Queen, i està gravada en diferents àlbums en viu, Queen: Live in Rio (1985), i Queen at Wembley (1986). Inclou una introducció arpegiada amb piano distintiva. Les corregudes del piano són mostrades a "It's a Beautiful Day (barra de repetició)", a l'àlbum Made In Heaven.